# Parkville, Pennsylvania
Parkville är en ort i York County i delstaten Pennsylvania, USA.